# Mate Parlov
Mate Parlov, född den 16 november 1948 i Split i Kroatien (dåvarande Jugoslavien), död 29 juli 2008 i Pula, var en kroatisk boxare och jugoslavisk representant som tog OS-guld i lätt tungviktsboxning 1972 i München.